# Lethe moelleri
Lethe moelleri är en fjärilsart som beskrevs av Henry John Elwes 1887. Lethe moelleri ingår i släktet Lethe och familjen praktfjärilar. Inga underarter finns listade i Catalogue of Life.